# Estádio Dário Santos
O Estádio Dário Santos é um estádio de futebol brasileiro da cidade de São José de Ribamar no estado do Maranhão, tem capacidade para receber cerca de 800 pessoas. O estádio recebe as partidas do São José pelo Campeonato Maranhense.